# Sahamadio (Fandriana)
Pour les articles homonymes, voir Sahamadio.
Sahamadio est une commune urbaine malgache située dans la partie nord-est de la région d'Amoron'i Mania.